# Перша столиця України

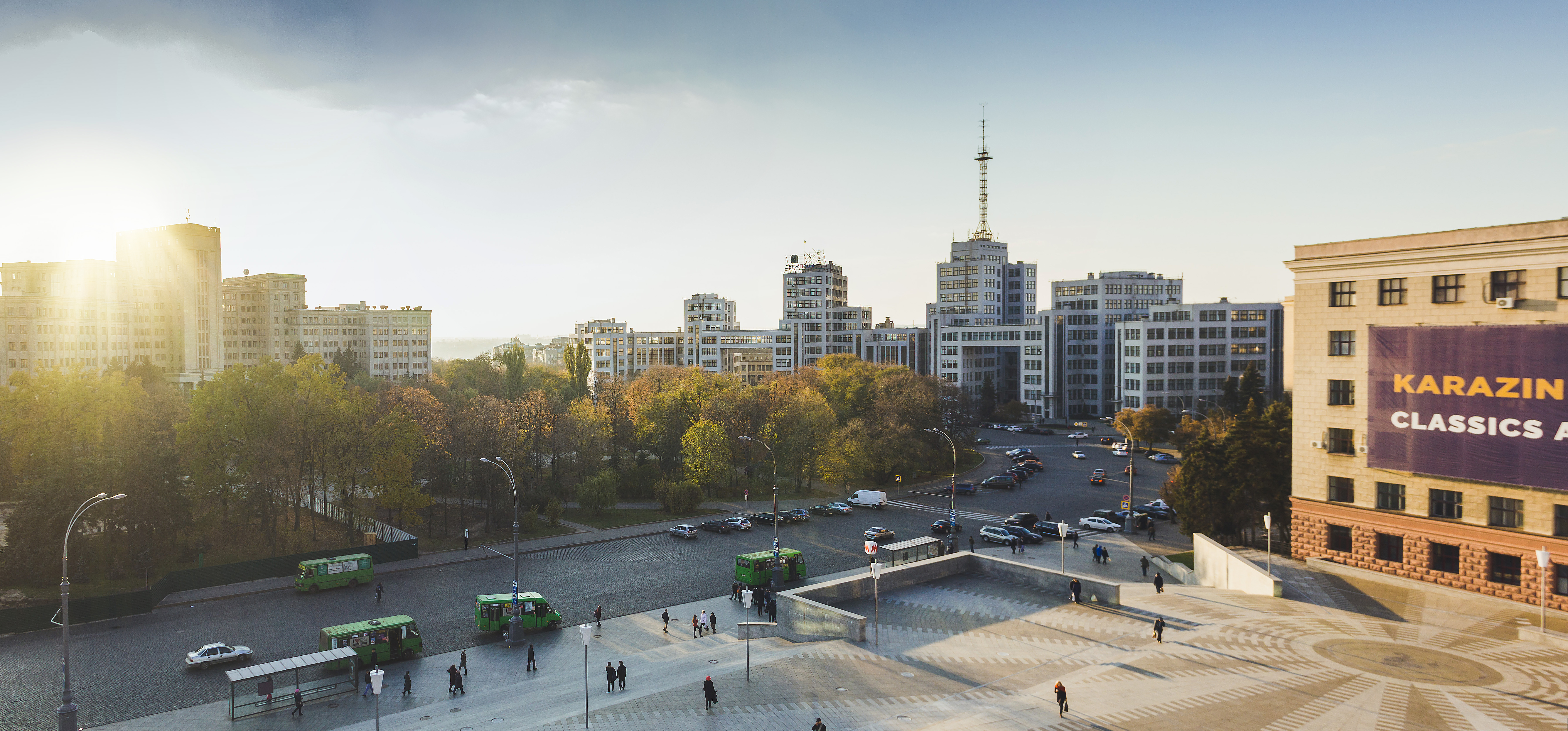
Держпром у Харкові, місце розміщення Ради народних комісарів УРСР (1928—1934)

Першою столицею незалежної України є місто Київ, проте існує також усталене позначення Харкова як першої столиці України, пов'язане з тим, що це місто було столицею Української РСР (з 1919 по 1934 роки). Поняття «перша столиця» щодо цього міста викликає скептицизм в деяких оглядачів, оскільки Київ на момент проголошення УРСР вже був столицею Української Народної Республіки, до того ж саме Київ щонайменше з IX століття був історично загальновизнаним політичним й культурним центром України. З іншого боку, відповідно до чинного законодавства, незалежна Україна є правонаступницею виключно УРСР та СРСР.

## Історія
28 листопада 1918 року в Курську більшовики створили «Тимчасовий робітничо-селянський уряд України» та його збройні формування, які невдовзі розгорнули наступ на УНР. Частини Червоної армії 3 січня 1919 року зайняли Харків. 6 січня 1919 року «Тимчасовим робітничо-селянським урядом України» вперше затверджено назву Українська Радянська Соціалістична Республіка. На противагу Києву, який був столицею Української Народної Республіки, столицею УРСР було проголошено Харків. У 1934 році столицю було перенесено в Київ, однак у Харкові продовжували залишатися деякі міністерства (наркомати).
Під час Другої світової війни та в ході другого звільнення Харкова від німецько-фашистських окупантів, з 16 лютого по 10 березня 1943 року місто тимчасово (до звільнення від німецько-фашистських військ Києва) знову виконувало столичні функції. До Харкова почали повертатися державні органи УРСР, почали працювати ЦК Компартії України та Раднарком УРСР. Однак після того, як 10 березня 1943 року німецькі війська знову зайняли місто, центральні органи влади були терміново евакуйовані.
Втім, критики вважають, що ці підстави не є достатніми для вживання такого терміна. Зокрема, йдеться про те, що не можна ототожнювати поняття «УРСР» та «Україна», і що сучасна Україна насправді є спадкоємницею двох історичних державних утворень: УРСР, з якої вона трансформувалася у незалежну державу, та УНР, президент у вигнанні якої передав свої повноваження першому президенту сучасної України Леоніду Кравчуку. На цьому ґрунтується думка про те, що першою столицею України слід вважати першу столицю старшої з цих держав, а столицею УНР Київ став раніше, ніж Харків став столицею УРСР. Тому деякі видання вживають більш нейтральний термін «Перша столиця радянської України».
Попри критику, термін «Перша столиця» є усталеним, тому є причиною сучасних столичних амбіцій Харкова. Так, зокрема, з ідеєю перенесення в місто Конституційного Суду України у 2009 році виступив спікер Верховної Ради України Володимир Литвин, що викликало неоднозначну реакцію в політикумі та суспільстві.
Столицею Харків називав Григорій Квітка-Основ'яненко.
Оцінюючи роль Харкова в становленні сучасної української нації, розвитку української політичної думки, історик Іван Лисяк-Рудницький наголошував на тому, що він «…дійсно заслуговує на назву „першої столиці відродження“».